# William Lee (diplomat)
William Lee, född 1739, död 1795, var en amerikansk diplomat. Han var bror till Richard Henry och Arthur Lee samt son till Thomas Lee.
Han var en tid köpman i London, utsågs 1777 till amerikansk handelsagent i Nantes och diplomatiskt ombud vid hoven i Wien och Berlin, men vann inte erkännande vid dessa. Han vistades sedan i Frankrike och uppgjorde 1778 i Aachen med den holländske köpmannen de Neufville ett utkast till nederländsk-amerikanskt handelsfördrag. En kopia av detta påträffades 1780 hos Henry Laurens och gav den engelska regeringen förevändning till dess krigsförklaring mot Holland samma år. Lee återvände hem 1784. Hans Letters utgavs av W.C. Ford (1891).